# 富山市立杉原中学校
富山市立杉原中学校（とやましりつ すぎはらちゅうがっこう）は、富山県富山市八尾町大杉に所在していた公立中学校。

## 校舎概要
校舎は1978年竣工で、鉄骨造り3階建て3,153m2。体育館は鉄骨ダイヤモンドトラス構造2階建て1,804m2。総事業費は4億2,100万円。

## 沿革
個別に出典が提示されていない箇所の出典→
- 1947年（昭和22年）4月 - 杉原村、宮川村組合立創立にて開校[4]。同年4月23日に開校式[5]。杉原小学校、宮川小学校の校舎を借りて授業を開始。
- 1949年（昭和24年）- 校歌制定（作詞・作曲 - 木村彦蔵[6]）。大杉に木造2階建ての本校舎が竣工し移転統合。
- 1950年（昭和25年） - 体育館、音楽室、作法室、応接室を新築。
- 1953年（昭和28年） - 町村合併により八尾町、宮川村学校組合立杉原中学校と改称。
- 1954年（昭和29年） - 町村合併により八尾町、婦中町学校組合立杉原中学校と改称。
- 1956年（昭和31年） - 学校組合解消により八尾町立杉原中学校と改称。
- 1957年（昭和32年） - 第三期工事として家庭室、工作室、給食室が竣工。
- 1960年（昭和35年） - 木工機械室竣工。
- 1961年（昭和36年） - 温室竣工。
- 1964年（昭和39年） - 理科準備室、教室、図書室を増築。
- 1972年（昭和47年）9月23日 - グラウンド拡張[7]。
- 1978年（昭和53年）1月9日 - 校舎の改築工事完成。同年7月23日に創校30周年記念式と校舎完成式、新校旗樹立[2]。
- 2022年（令和4年）3月24日 - 旧・富山市立八尾中学校との統合に伴い、閉校[8]。

## 校区
- 富山市立杉原小学校[9]